# Монументальная живопись

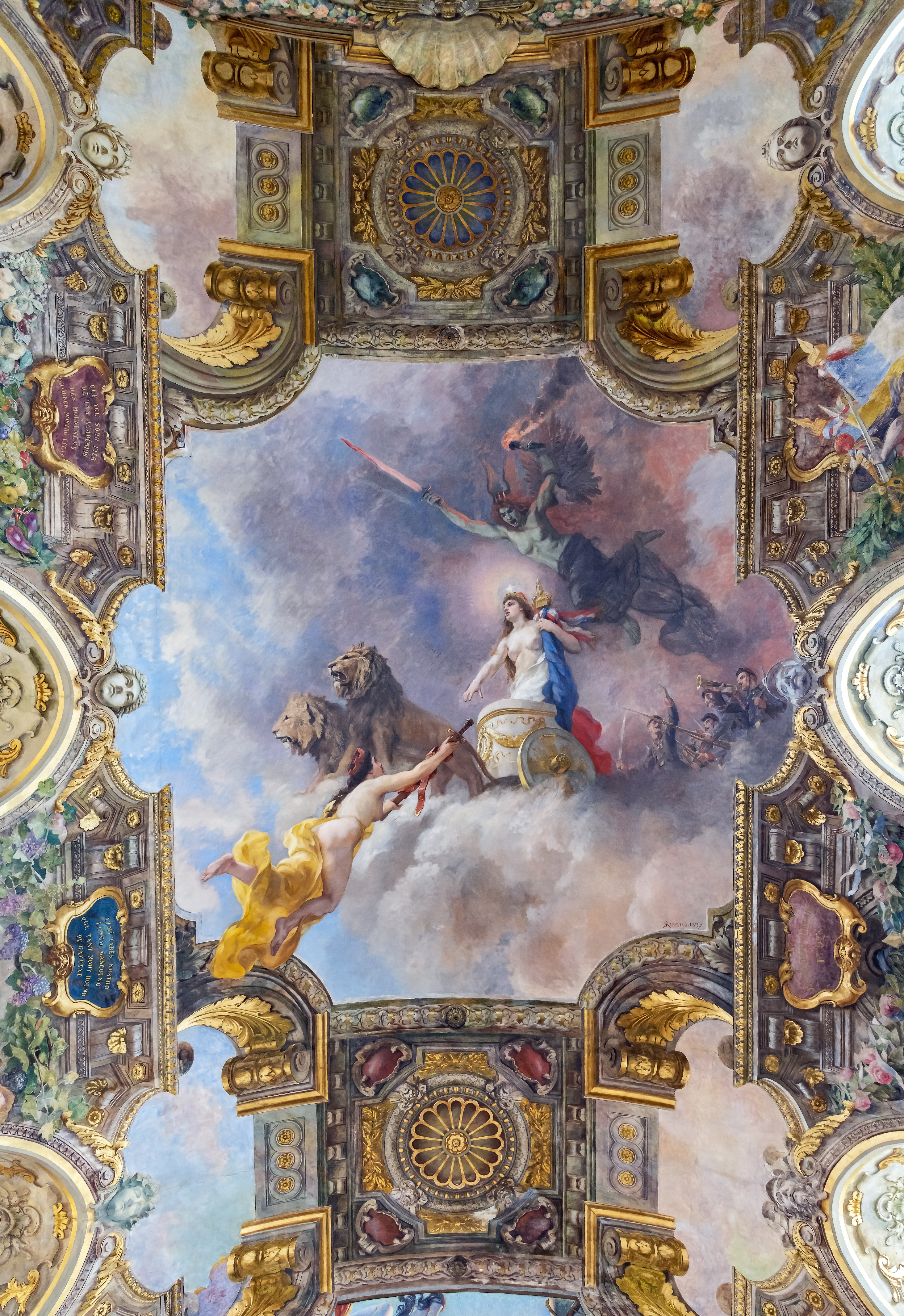
Роспись потолка, Жан-Андре Риксенс. Зал Прославленных, Капитолий, Тулуза, Франция

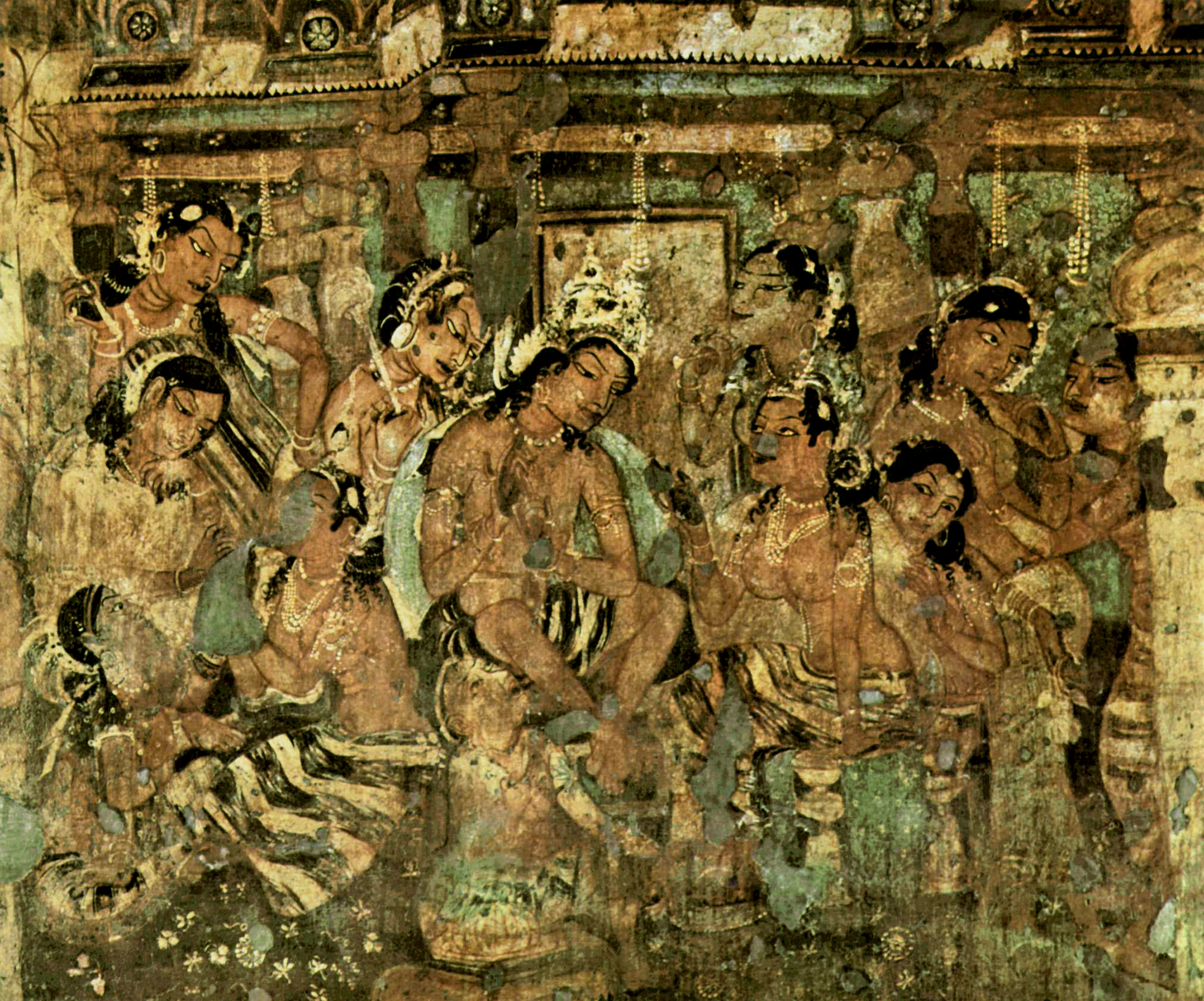
Джатаки из Аджанты, современная Махараштра, VII век н. э.

Монумента́льная жи́вопись, или мурализм, — разновидность монументального искусства, живопись на архитектурных сооружениях и других стационарных основаниях.
Иногда для обозначения произведений такого рода используется термин «мураль» (от исп. mural — настенная живопись). Также возможно определение «монументально-декоративная роспись». Анонимные рисунки и надписи на сооружениях, не имеющие художественной ценности, относят к граффити.

## История

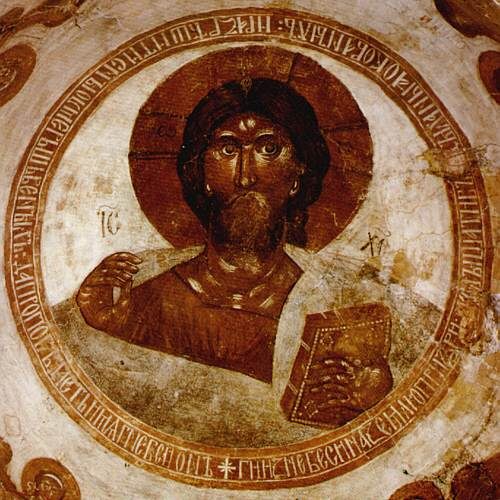
Спас Вседержитель. Роспись купола церкви Спаса Преображения на Ильиной улице в Новгороде Великом. Феофан Грек. 1378 год

Монументальная живопись — древнейший вид живописи, известный с эпохи палеолита (росписи в пещерах Альтамира, Ляско и других). Благодаря стационарности и долговечности произведений монументальной живописи многочисленные её образцы остались практически от всех культур, создавших развитую архитектуру, и подчас служат единственным видом сохранившихся живописных произведений эпохи.
Начиная с ранней Античности и до позднего Возрождения, монументальная живопись наряду с монументальной скульптурой представляет собой один из основных методов декорирования каменных, кирпичных и бетонных (Древний Рим) сооружений. Широко применялась в храмовых и погребальных комплексах Древнего Египта, в архитектуре Крито-Микенской цивилизации. Практически не дошедшая до нас (за исключением мозаики) древнегреческая монументальная живопись, в том числе роспись мраморной и хрисоэлефантинной скульптуры, во многом определяла характер восприятия произведений классической и эллинистической пластики и зодчества.
В Древнем Риме, в особенности после древнеримской архитектурной революции, была распространена исключительно широко, в том числе — в оформлении частных жилищ. Мозаика и фреска, широко применявшиеся в храмовой архитектуре Византии, оказали определяющее влияние на развитие древнерусского монументального искусства.
В искусстве европейского Средневековья особого внимания заслуживает беспрецедентное развитие витражной техники. Ведущими мастерами эпохи Возрождения создано множество грандиозных по размаху и виртуозных по исполнению фресок.
Выдающиеся произведения монументальной живописи остались от доколумбовых цивилизаций Американского континента (в частности Майя).
В искусстве дальневосточных цивилизаций монументальная живопись занимает особое место, вплотную соприкасаясь с декоративной живописью (искусство Японии).
В современной монументальной живописи активно осваиваются новые материалы мозаики и витража. В росписи исключительно трудоемкая и требующая технической виртуозности фреска уступает место технике «а секко» (по сухой штукатурке), более устойчивой в атмосфере современных городов.

## Основные техники
- Фреска
- а секко

## Галерея

Настенная роспись «Стриж», Алекс Максимов. Киев, ул. Академика Булаховского, 40
«Женщина в вышиванке», Гвидо ван Хелтен, г. Киев, бул. Леси Украинки, 36-А
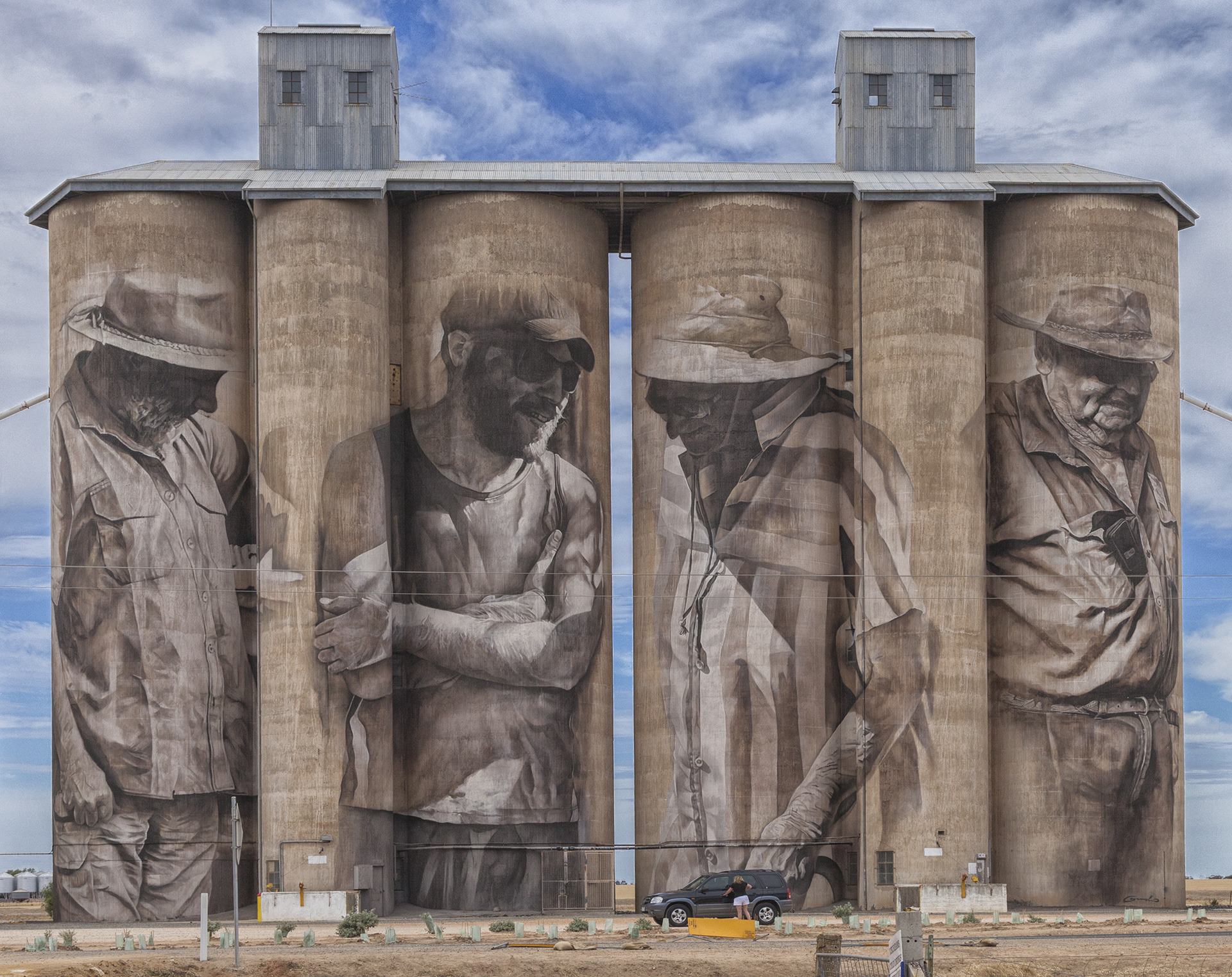
Роспись силосных корпусов, Гвидо ван Хелтен
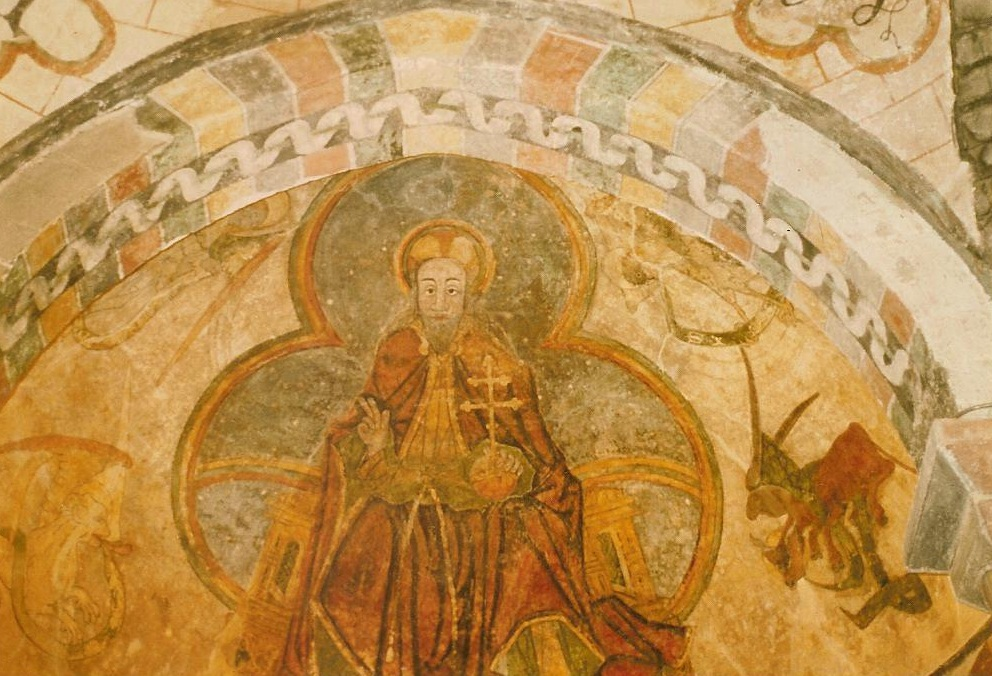
Христос в величии XV века в Жалераке
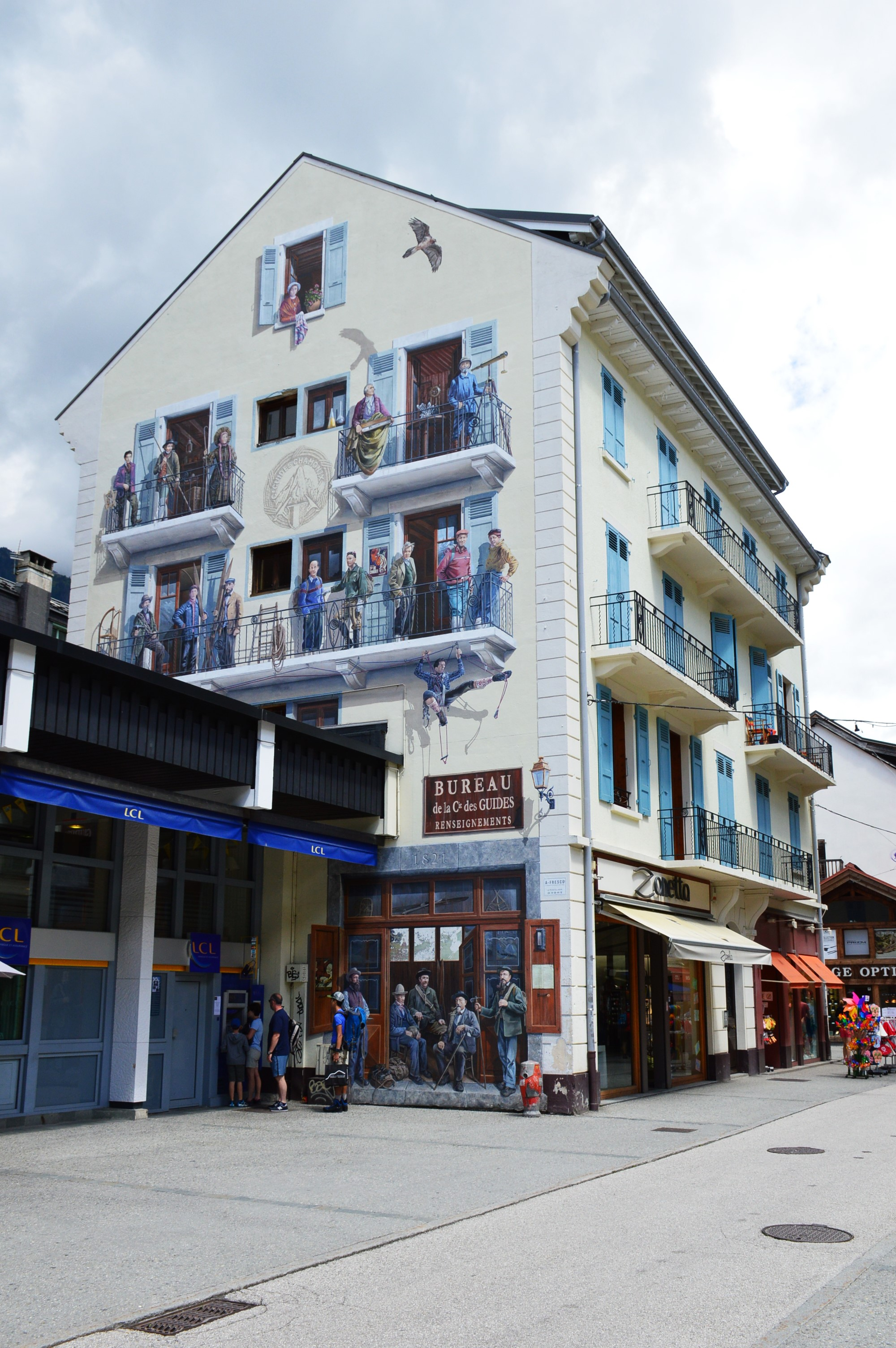
Мурал на здании в Шамони-Мон-Блан
Мурал на ул. Чехова во Владимире
Мурал в Старой Руссе
Изображение Кошкина и его танка в Политехническом институте. Санкт-Петербург
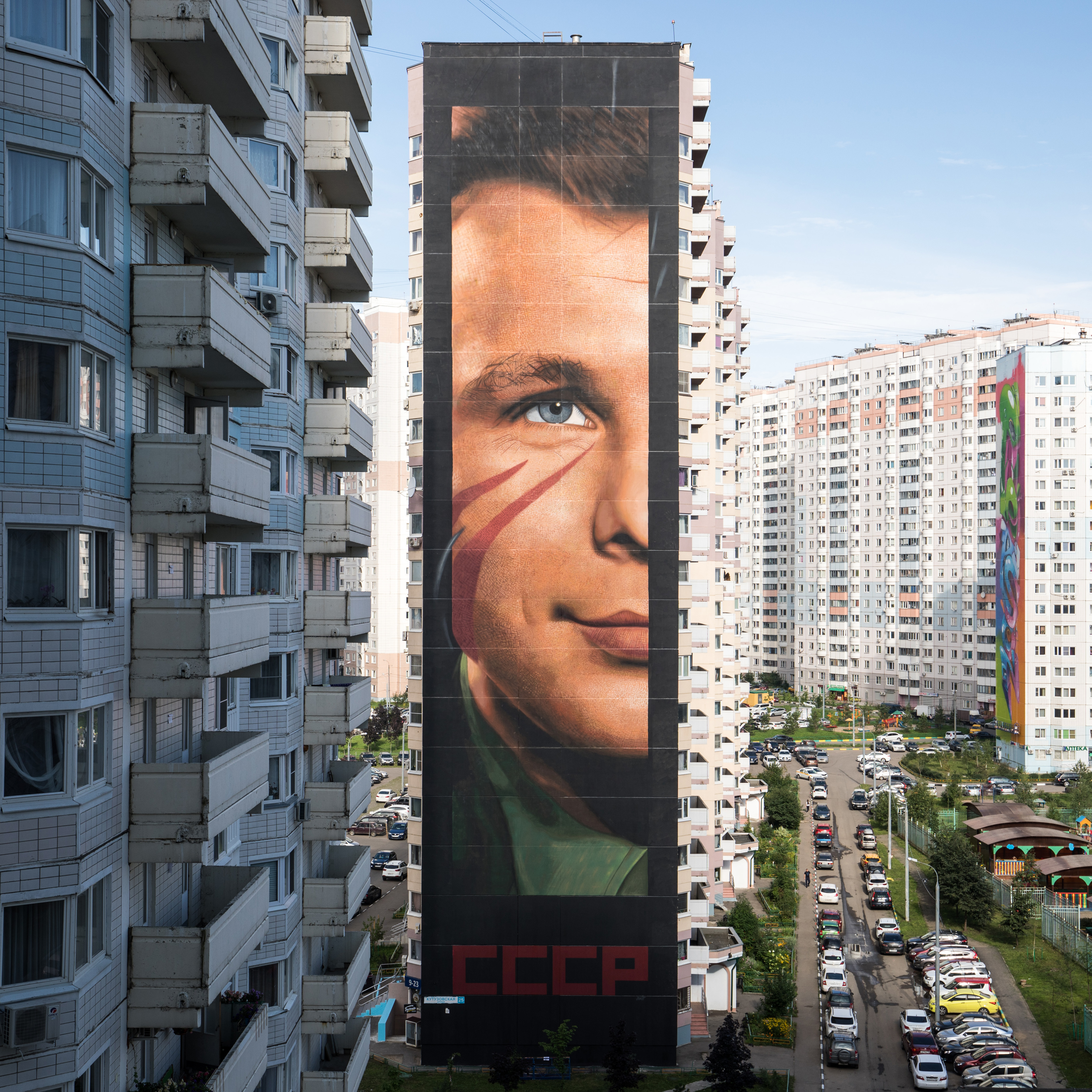
Юрий Гагарин,  работа итальянского  художника Йорита Черулло